# Флорентин Петре
Флорентин Петре е румънски футболист, дясно крило.

## Кариера
Юноша на Динамо Букурещ Румъния от 1988, играе като десен полузащитник или дясно крило. Дебютира за Динамо Букурещ Румъния през 1994, а през 1995 играе под наем в УТА Арад Румъния. С отбора на Динамо Букурещ Румъния печели 3 шампионски титли на Румъния през 1999/00, 2001/01, 2003/04, 5 купи на Румъния през 1999/00, 2000/01, 2002/03, 2003/04, 2004/05, суперкупа на Румъния през 2005. През лятото на 2006 преминава в ЦСКА, като бързо се превръща в титуляр. Играе за ЦСКА до лятото на 2008, когато преминава в Терек Грозни Русия, но още в края на 2009 се завръща в ЦСКА и остава до лятото на 2010. С екипа на армейците печели шампионска титла на България за 2007/08 и е носител на суперкупата на България за 2006. През сезон 2010/11 играе за Виктория Бранешти Румъния.
Прави дебют за националния отбор на Румъния на 19 август 1998. Изиграва общо 53 мача и вкарва 6 гола за тима на страната си. Участник на Европейското първенство в Белгия и Нидерландия през 2000 и на Европейското първенство в Австрия и Швейцария през 2008.
Още през сезон 2010/11 започва работа като скаут към Динамо Букурещ Румъния. След това през 2012 първо е назначен като помощник треньор на втория отбор на Динамо Букурещ Румъния, след което отново работи като скаут към тима. По-късно отново същата година заема позицията на помощник треньор на втория тим, а след това от края на 2012 до 2013 е помощник треньор в първия тим на Динамо Букурещ Румъния. През 2014 е помощник треньор на Брашов Румъния, а през 2015 е помощник треньор в тима на Динамо Букурещ Румъния. През 2015 е назначен за старши треньор на втория отбор на Динамо Букурещ Румъния за кратко, а след това от 2015 до 2017 отново е скаут на тима. През 2017 е помощник треньор последователно на отборите на Брашов Румъния и Лучеафърул Орадеа Румъния. От края на 2017 е старши треньор на Фореста Сучиава Румъния. През лятото на 2018 поема отбора на Дачия Униреа Браила Румъния. Интересен факт е, че по време на активната си кариера участва в ралита, като дори печели етап на шампионата на България през 2009.